# اچ‌ام‌سی‌اس کوبالت (کی۱۲۴)
اچ‌ام‌سی‌اس کوبالت (کی۱۲۴) (به انگلیسی: HMCS Cobalt (K124)) یک کشتی بود که طول آن ۲۰۵ فوت (۶۲٫۴۸ متر) بود.